# Suzuki Hustler
O Suzuki Hustler, também vendido como Mazda Flair Crossover, é um automóvel kei car crossover produzido pela Suzuki lançado em 2014.